# Jerzy Zieleziński
Jerzy Józef Zieleziński (ur. 28 kwietnia 1914 w Łowiczu, zm. 28 lutego 1982 w Nowym Jorku, USA) – polski artysta malarz, znany w USA pod zmienionym nazwiskiem George Ziel jako ilustrator okładek wielonakładowych książek, tzw. "paperbacków"

## Życiorys

### Lata przedwojenne - edukacja i wczesna twórczość
Jerzy Józef Zieleziński urodził się 28 kwietnia 1914 roku w Łowiczu, zmarł 28 lutego 1982 roku w Nowym Jorku, USA. Rodzicami byli Stanisław Zieleziński i Józefa Aniela z Warchałów. Miał dwóch braci: Tadeusza i Zdzisława, oraz starszą siostrę Helenę. Był przyjacielem Zdzisława Pągowskiego. Lata szkolne spędził w Łowiczu. Tutaj także w latach 1928–1934 uczył się w Państwowym Seminarium Nauczycielskim Męskim im. Marsz. Józefa Piłsudskiego i uzyskał Dyplom Nauczyciela Szkół Powszechnych. Czas spędzony w Łowiczu został udokumentowany w lokalnej prasie wieloma notatkami świadczącymi o jego talencie, który rozwijał w Kole Rysunkowym im. Jacka Malczewskiego pod kierownictwem artysty malarza Konrada Dargiewicza. Na jego wniosek uzyskał stypendium od miasta Łowicz, co umożliwiło mu studia na Akademii Sztuk Pięknych w Warszawie (ASP) w latach 1934–1939. 

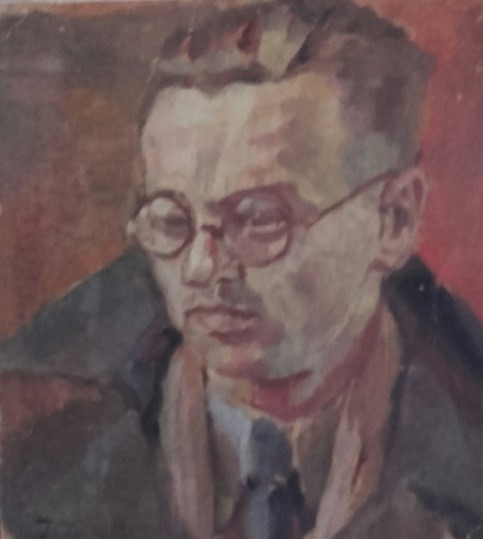
Jerzy Zieleziński - Portret Zdzisława Pągowskiego

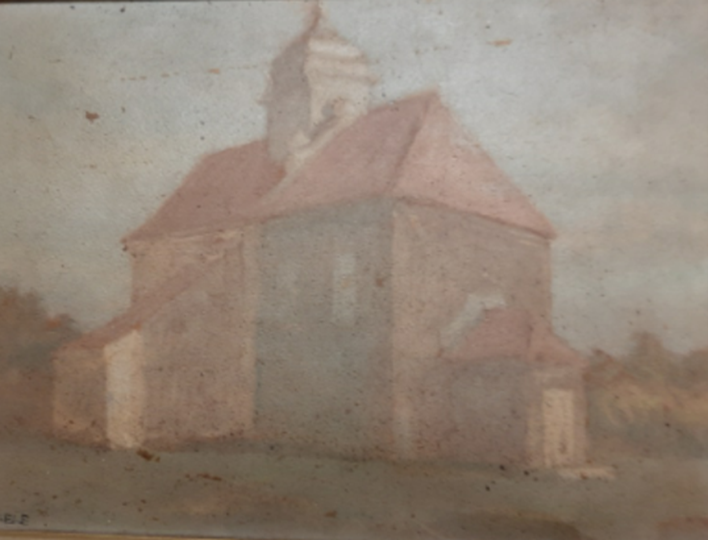
Jerzy Zieleziński - Kościół Św Leonarda i Małgorzaty w Łowiczu

Był uczniem prof. Kowarskiego, Pruszkowskiego i Kurzątkowskiego. W czasie studiów wystawiał swoje prace razem z kolegami z ASP, głównie w rodzinnym mieście Łowiczu, ale i za granicą, gdzie zostały pokazane na słynnej Międzynarodowej Wystawie Sztuki i Techniki (Exposition Internationale des Arts et Techniques dans la Vie Moderne) w Paryżu, w pawilonie przedstawiającym proces kształcenia artystów w Polsce. Studia zakończył w roku 1939.

### Okres II wojny światowej
W czasie okupacji działał w konspiracji, m.in. przy tworzeniu dokumentów dla Żydów z getta warszawskiego. W roku 1940 wziął fikcyjny ślub z Marylą Ukraińczyk - koleżanką Żydówką z Akademii Sztuk Pięknych, ratując jej w ten sposób życie. W dniu 18 marca 1943 został więżniem Pawiaka w Warszawie, a jako więzień polityczny został deportowany 28 kwietnia do Auschwitz, gdzie otrzymał numer obozowy 119517. Przebywał tam w kompanii karnej. W styczniu 1944 r. przeniesiony został do obozu koncentracyjnego Flossenbürg, gdzie otrzymał numer 4817. W kwietniu 1944 obóz ewakuowano do obozu koncentracyjnego Dachau, gdzie rok później doczekał wyzwolenia przez Amerykanów. Po wyzwoleniu przebywał w obozie dla przesiedleńców UNRRA w Schwandorf. W tym czasie zmienił imię na George.
Emocje i przemyślenia z czasów wojny przedstawiał na rysunkach, nad którymi pracował również po wyzwoleniu obozu w kwietniu 1945. Większość prac rysunkowych jest sygnowana jego podpisem i numerem obozowym (119517). Rysunki Jerzego Zielezińskiego były wystawiane dwukrotnie, w roku 1946 i na przełomie lat 1947/1948. Za każdym razem publikowano katalog jego prac z przedmową autorstwa Jerzego Szwede, który był wtedy redaktorem wielojęzycznego tygodnika DP Express w Monachium. Pierwszy katalog prac, zatytułowany "K.Z. Album" ("Album Więźnia") został wydany w Monachium w roku 1946 i zawierał rysunki z getta warszawskiego. Drugi katalog, zawierający 24 rysunki przedstawiające życie w obozach koncentracyjnych w Niemczech, został wydany pod zmienionym imieniem, jako George Zieleziński, przez Wydawnictwo Bruckmanna w Monachium w 1946 roku.
Strony tytułowe albumów Jerzego Zielezińskiego, zawierających 41 rysunków przedstawiających życie w obozie koncentracyjnym, trafiły w roku 2019 do Zbiorów Miejsca Pamięci Obozu Koncentracyjnego Auschwitz w Oświęcimiu.

### Lata powojenne
Po pobycie w Niemczech Jerzy Zieleziński przybył do USA, gdzie jako emigrant pracował m.in. w restauracji. Po nieudanych próbach dołączenia do nowojorskiego świata artystycznego poświęcił się rysowaniu – ilustrowaniu okładek książek. W tym czasie uprościł swoje nazwisko, zmieniając je na Ziel. Wkrótce zyskał renomę w tej komercyjnej działalności plastycznej. Pierwsze okładki książek ilustrował w 1954 roku. Stworzył ilustracje dla ponad 300 okładek popularnych książek z miękką okładką, tzw. „paperbacks”. Los zetknął go z dyrektorem artystycznym wydawnictwa „Pyramid” - Rolfem Eriksonem, który cenił jego prace. Erikson włączył go do grupy współpracujących z nim artystów dla wydawnictw takich, jak „Paperback Library” i „Popular Library”. Stworzył m.in. niezwykłą serię okładek „Gothic Romance". Szczegółowo oddawał nastrój postaci, w czym można upatrywać wpływ koszmarów przeżytych podczas okupacji niemieckiej, jako więzień Pawiaka, Auschwitz, Flossenbürg i Dachau. Korzystał ponadto z bogatej wiedzy malarskiej nabytej na ASP, czerpiąc inspiracje także ze zdobywającej wówczas międzynarodowe uznanie polskiej szkoły plakatu. Mieszkał i pracował na Manhattanie.

### Życie prywatne
Był trzykrotnie żonaty. Pierwsza żona, Maryla Ukraińczyk - koleżanka z ASP, ocalona z getta warszawskiego, zginęła tragicznie podczas bombardowania w Niemczech. Z drugą żoną rozwiódł się po przybyciu do USA. Ożenił się ponownie w roku 1960 w Nowym Jorku z Elsie Holleran, która była szefową praktykantek medycznych w Szpitalu Roosvelta w Nowym Jorku. Nie miał dzieci. Jego żona Elsie zmarła w Connecticut w 1981 roku, a on sam - kilka miesięcy później, w lutym 1982 roku w Nowym Jorku. Rankiem 13 marca 1982 roku w kościele Świętej Rodziny w Nowym Jorku odbyła się msza św. za jego duszę ufundowana przez rodzinę.
Był członkiem nowojorskiego towarzystwa Society of Illustrators, któremu podarował swoje prace. Po jego śmierci stowarzyszenie to wydrukowało w The New York Times pamiątkowy artykuł pożegnalny.